# Суд општенародни србски у Крагујевцу
Вештином својом, а и захваљујући јачању Србије, Кнез Милош је успео да крајем 1820. године, пренесе расправљање спорова и кривице Срба, искључиво у надлежност српских старешина. Резултат тога је било и оснивање прве правне институције у ослобођеној Србији. Та институција добила је име „Суд обшченародни сербски”, а за седиште јој је одређен Крагујевац.
Суд општенародни србски у Крагујевцу је претходник Државног савета. Државни савет је тек 1835. стварно установљен иако је већ хатишериф из 1830. године прописао његово увођење.
Највиши суд је више пута мењао назив и компетенције (звала се „Суд општенародни сербски”, „Магистрат крагујевачки”, „Канцеларија општенародна сербска” и сл.), док није нестала 1835. године.